# Charles Bardot
Charles Bardot (Clauzel, 7 aprile 1904 – Cannes, 25 aprile 1973) è stato un calciatore francese, di ruolo attaccante.

## Carriera

### Nazionale
Ha collezionato 6 presenze con la propria Nazionale.

## Palmarès
- Coppa di Francia: 1

Cannes: 1931-1932